# Rickrolling
Rickrollingul este o glumă pe internet care implică, de obicei, videoclipul din 1987 al lui Rick Astley cu piesa „Never Gonna Give You Up”. Gluma este de tip momeală (capcană pe bază de momeală): o persoană furnizează un link web pe care îl consideră a fi relevant pentru victimă (de obicei, documentație), dar linkul, de fapt, dirijează spre vizionarea videoclipului lui Rick Astley. URL-ul poate fi mascat într-un fel, astfel încât utilizatorul să nu poată să determine destinația reală a linkului fără a da clic. Atunci când o persoană face clic pe link și este condusă la pagina web, aceasta este informată că a fost "păcălită de Rick" (Rick Rolled).
Rickrollingul s-a extins dincolo de linkuri web pentru redarea clipului video sau a melodiei în alte situații, inclusiv în locuri publice; [1] aceasta a culminat atunci când Rick Astley a făcut o apariție-surpriză în 2008 la Macy's Thanksgiving Day Parade, [2] un eveniment televizat cu zeci de milioane de telespectatori.